# 索尔西 (汝拉州)
索尔西（法語：Saulcy）是瑞士联邦汝拉州德莱蒙区的市镇。该市镇面积为7.89平方千米，海拔高度910米，2018年12月31日人口数为260。